# Christian Lyte
Christian Lyte (nascido em 1 de março de 1989 em Manchester) é um ciclista em pista britânico. Foi campeão do mundo juniores de velocidade por equipas em 2006 e 2007, e de keirin em 2007 igualmente.

## Palmarés

### Campeonatos mundiais
- 2006
  -  Campeão do mundo de velocidade por equipas juniores (com Jason Kenny e David Daniell)
  -  Medalhista de prata do quilómetro juniores

- 2007
  -  Campeão do mundo de velocidade por equipas juniores (com Peter Mitchell e David Daniell)
  -  Campeão do mundo de keirin juniores
  -  Medalhista de prata da velocidade juniores

### Campeonato Europeu
- 2006
  -  Campeão da Europa da velocidade por equipas juniores (com Jason Kenny e David Daniell)
  -  Medalha de bronze da velocidade juniores
- 2007
  -  Medalha de prata do keirin juniores
  -  Medalha de prata da velocidade por equipas juniores
  -  Medalha de bronze da velocidade por equipas esperanças
- 2008
  -  Medalha de prata da velocidade por equipas esperanças

### Campeonatos nacionais
- Campeão da Grã-Bretanha de velocidade por equipas em 2008, com David Daniell e Matthew Crampton
- Campeão da Grã-Bretanha de scratch juniores em 2007
- Campeão da Grã-Bretanha de keirin juniores em 2007